# Gyllene ringen
Gyllene ringen i Ryssland (ryska: Золото́е кольцо́ Росси́и) är en turistrutt genom en rad medeltidsstäder i området norr och nordost om Moskva. Genom att följa rutten kan man på ett relativt litet område besöka historiska städer med arkitektoniska skatter som kyrkor, kloster och fästningar från perioden mellan 1100-talet och 1700-talet.

## Städer i ringen
Det finns ingen officiell lista över vilka städer som ingår i gyllene ringen, men de åtta städerna Jaroslavl, Kostroma, Ivanovo, Suzdal, Vladimir, Sergijev Posad, Pereslavl-Zalesskij och Rostov är självskrivna. Utöver dessa finns ett antal mindre städer längs rutten som ofta räknas in.

## Galleri

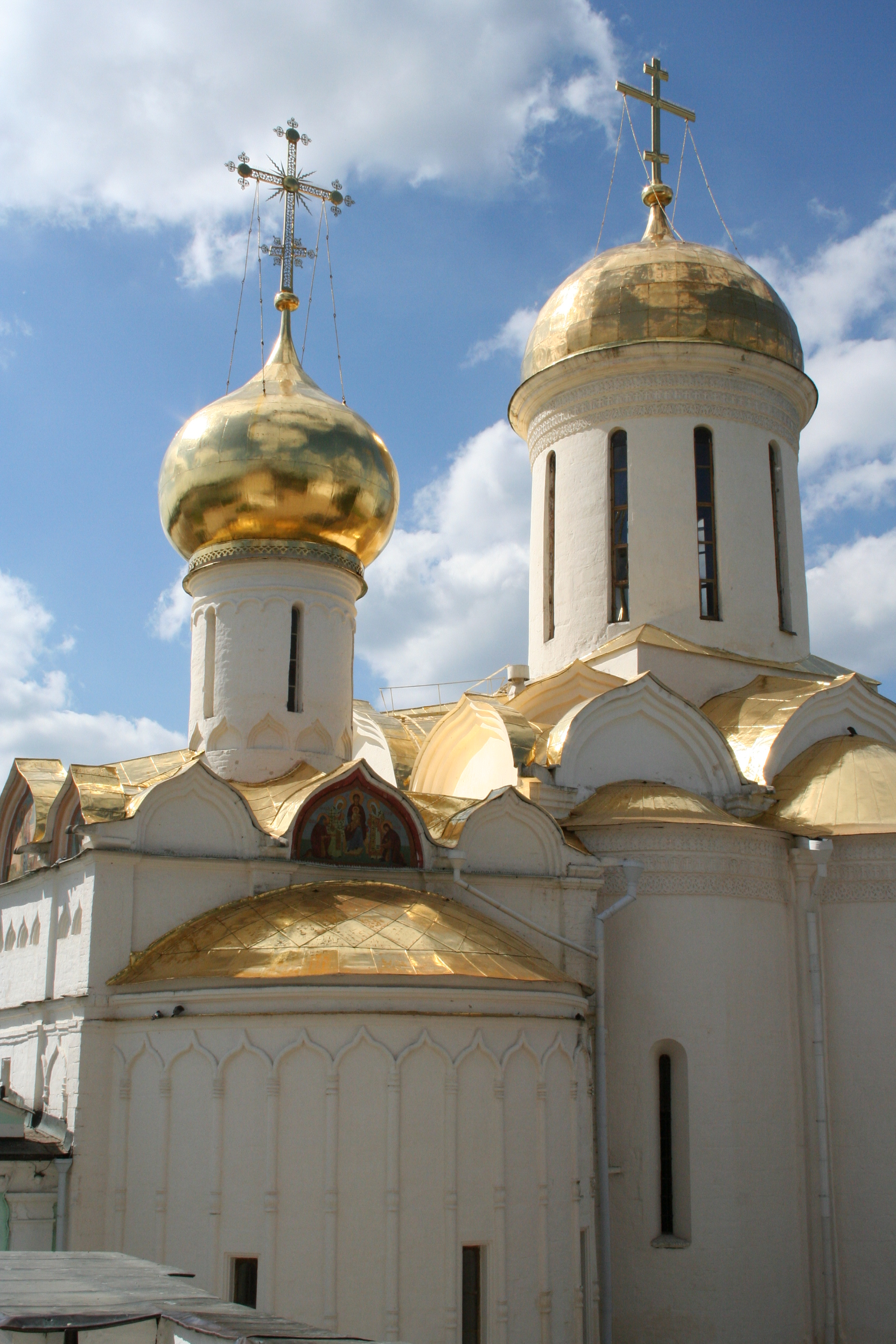
Treenighetskyrkan, Sergijev Posad.
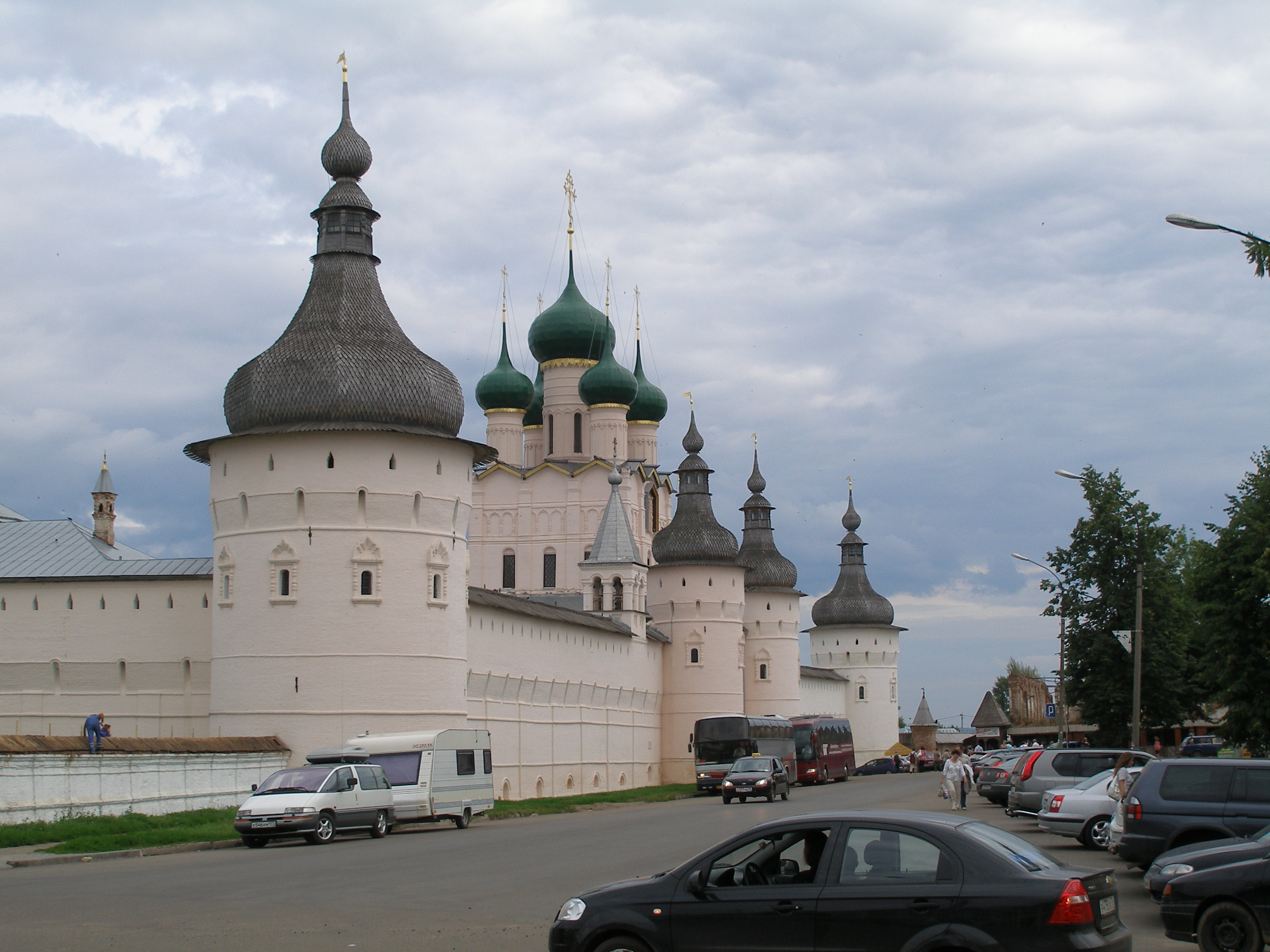
Kreml, Rostov.
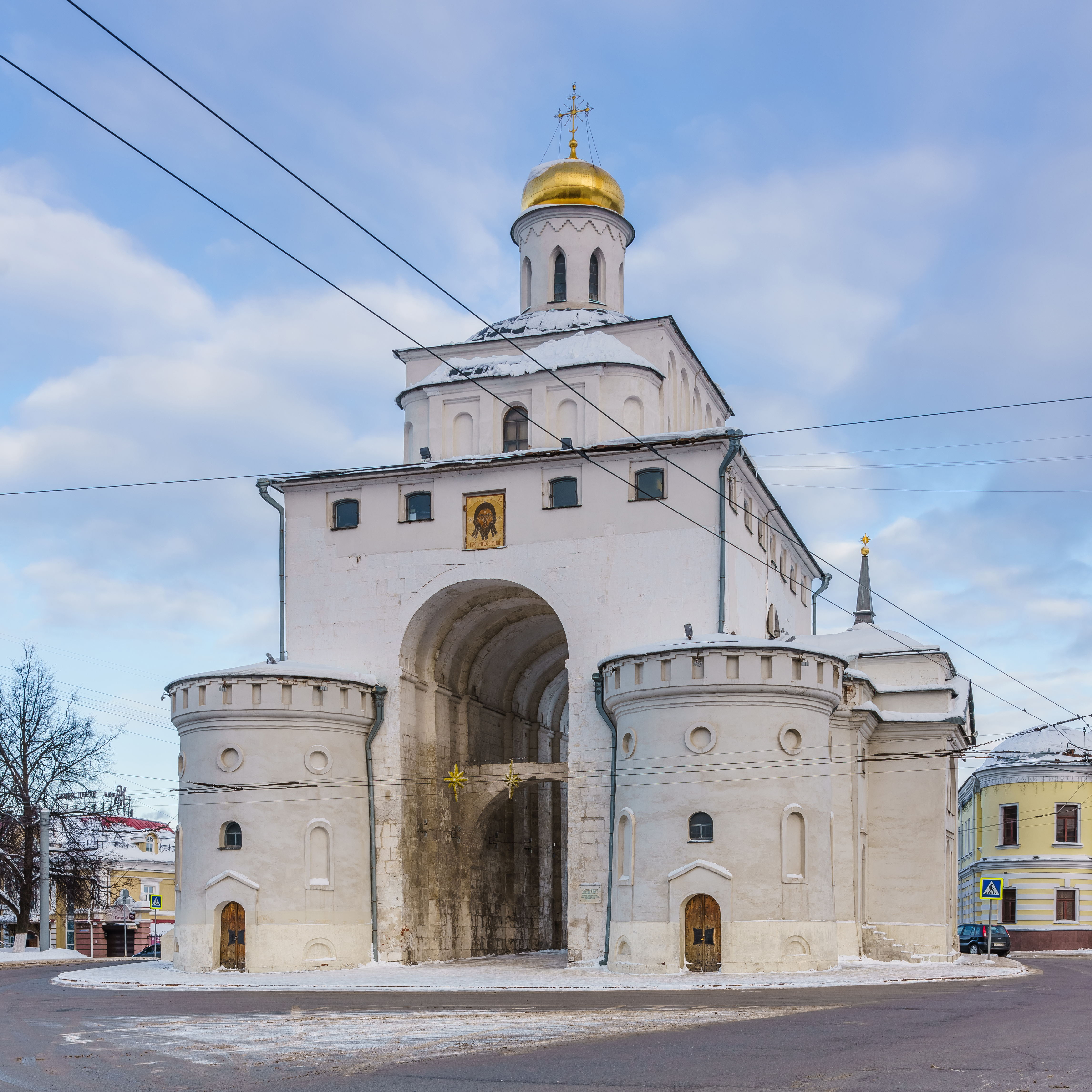
Gyllene porten, Vladimir.
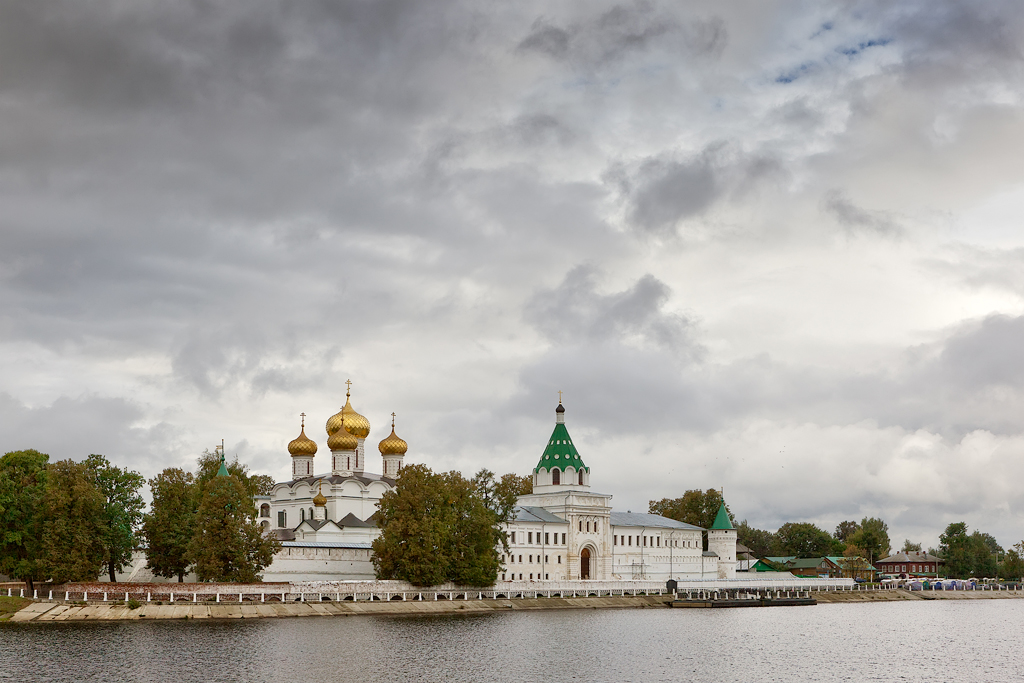
Ipatjevskij-klostret, Kostroma.